# Енвер Хаджиабдич
Енвер Хаджиабдич (сербохорв. Enver Hadžiabdić, нар. 6 листопада 1945, Белград) — югославський футболіст, що грав на позиції захисника. По завершенні ігрової кар'єри — боснійський футбольний тренер.
Виступав за клуби «Желєзнічар» та «Шарлеруа», а також національну збірну Югославії.

## Клубна кар'єра
Енвер Хаджиабдич починав свою кар'єру в клубах «Іскра» з міста Бугойно і «Братство» з міста Травник, а в 1965 році перебрався до складу команди «Желєзнічар» з Сараєво. У складі «Желєзнічара» Хаджиабдич провів 9 сезонів. Більшість часу, проведеного у складі команди, був основним гравцем захисту команди, зігравши 460 матчів, із них 237 у чемпіонаті Югославії і 31 у Кубку Югославії та забив 2 голи. Також у складі «Желєзнічара» Хаджиабдич став срібним призером 1971 року і чемпіоном Югославії 1972 року.
1974 року після вдалих виступів на чемпіонаті світу перейшов до клубу «Шарлеруа», за який відіграв наступні 3 сезони. Граючи у складі «Шарлеруа» також здебільшого виходив на поле в основному складі команди.
У 1977 році він повернувся до Югославії, ставши гравцем «Вележа» (Мостар), за який виступав два роки, а завершив кар'єру футболіста виступами за грецьку команду «Лариса», за яку виступав у сезоні 1979/80.

## Виступи за збірну
8 квітня 1970 року дебютував в офіційних іграх у складі національної збірної Югославії у товариському матчі з збірної Австрії, що завершився з рахунком 1:1.
У складі збірної був учасником чемпіонату світу 1974 року у ФРН, зігравши на турнірі у всіх шести іграх своєї команди і останній з них, проведений проти збірної Швеції (1:2) 3 липня, став останнім для Енвера у футболці збірної. 
Згодом він з командою поїхав на домашній чемпіонат Європи 1976 року, де югослави посіли останнє 4-те місце, але на поле вже не виходив. Загалом протягом кар'єри у національній команді, яка тривала 5 років, провів у її формі 11 матчів.

## Кар'єра тренера
Після завершення кар'єри гравця Хаджиабдич повернувся до Сараєво, де закінчив фізичний факультет Сараєвського університету, після чого тренував олімпійську збірну Ірану.
У січні 1998 року Хаджиабдич обійняв посаду головного тренера у рідному «Желєзнічар». У першому сезоні йому вдалося виграти з командою титул чемпіона Боснії та Герцеговини, вперше в історії команди, а потім і здобути дебютний Суперкубок Боснії, в обох випадках виграючи вирішальну гру у свого головного суперника клубу «Сараєво». Втім взимку 1999 року він подав у відставку через невтішні результати в наступному сезоні чемпіонату, але того ж року повернувся на посаду і здобув з командою 2000 року Кубок Боснії, теж історичний перший для команди, а потім і другий Суперкубок.
2002 року Хаджиабдич став головним тренером албанської «Тирани», вигравши Суперкубок Албанії на початку сезону та Албанську Суперлігу в кінці, після чого залишив клуб у червні 2003 року.
Надалі Енвер працював директором стадіону «Грбавиця», а 2007 року втретє очолив «Желєзнічар», головним тренером якого був до червня 2008 року.

## Досягнення

### Як гравця
- Чемпіонат Югославії:
  -  Чемпіон (1): 1972
  -  Срібний призер (1): 1971

### Як тренера
- Чемпіон Боснії і Герцеговини (1): 1997/98
- Володар Кубка Боснії і Герцеговини: 1999/00
- Володар Суперкубка Боснії і Герцеговини: 1998, 2000
- Чемпіон Албанії (1): 2002/03
- Володар Суперкубка Албанії: 2002